# (85195) von Helfta
(85195) von Helfta (1991 TW2) – planetoida z grupy pasa głównego asteroid okrążająca Słońce w ciągu 3,49 lat w średniej odległości 2,3 j.a. Odkryta 7 października 1991 roku.